# Lista autorilor de popularizare a științei

## Autori români
Astronomie
- Victor Anestin

Chimie
- Alexandru Cecal (n. 1940)
- Leonid Petrescu (Chimia între noi (1943), Minuni în eprubetă (1945))

## Autori străini
Știință generală
- Isaac Asimov, (1920-1992)
- Carl Sagan, (1934-1996)
- Tzvi Yanay (1935)

Biologie și ecologie 
- Rachel Carson, (1907-1964)
- Richard Dawkins, (n. 1941)
- Paul de Kruif, (1890-1971)
- Stephen Jay Gould, (1941-2002)
- Desmond Morris (n. 1928)
- Edmund O. Wilson

Chimie
- Philip Ball, (n. 1962)

Științe cognitive, lingvistică
- Antonio Damasio
- Noam Chomsky, (n. 1928)
- Daniel Dennett, (n. 1942)
- George Lakoff
- Fitz Hugh Ludlow (1836-1870)
- Roger Penrose, (n. 1931)
- Stephen Pinker, (n. 1954)
- David Crystal

Fizică
- Hans Christian von Baeyer
- Timothy Ferris
- Richard Feynman, (1918-1988)
- Stephen Hawking, (1942-2018)

Psihologie
- Mark Epstein

Religie
- Natan Slifkin
- Dr. Gerald Schroeder

Astronomie, spațiul cosmic
- Willy Ley, (1906-1969)
- Marshall Savage

Matematică
- Roberto Vacca (1927-*)

Vezi și: Literatură de popularizare a științei, Popularizarea științei